# П'єр Шеріге
П'єр Шеріге (фр. Pierre Chayriguès, 1 травня 1892, Париж — 13 березня 1965, Леваллуа-Перре) — французький футбольний воротар. За опитуванням IFFHS ділить 47-е місце серед найкращих воротарів XX століття в Європі.

## Життєпис
У команді «Леваллуа», що базувалась у передмісті Парижу, почав виступати d 13 років. З 1906 по 1908 рік грав у команді «Кліші» зі ще одного столичного передмістя.
В 1911 році в 19 років приєднався до паризького клубу «Ред Стар». Того ж року дебютував у складі збірної Франції в товариському матчі проти збірної Люксембургу (4:1). Його репутація досить швидко вийшла за межі Франції. В 1913 році англійський клуб «Тоттенгем» запрошував молодого воротаря до свого складу і пропонував місячну зарплатню в 13 000 франків. Шеріге відмовився. Пізніше він зізнавався, що непогано заробляв у складі «Ред Стар», незважаючи на любительський статут клубу.
В 1919 році в складі збірної Франції був учасником Міжсоюзницьких ігр, великих спортивних змагань, що були організовані країнами-переможцями в Першій світовій війні. Участь у змаганнях брали діючі і колишні учасники збройних сил своїх країн. У складі збірної Франції (як в інших командах), виступали відомі футболісти, гравці національної збірної. Втім, матчі турніру не входять до офіційного реєстру ФІФА. Ігри проводились у Парижі на новозбудованому стадіоні Першинг. Франція виступала в групі А, яку впевнено виграла. Шеріге не пропустив жодного голу в трьох матчах групового турніру, а його команда здобула три перемоги над збірними Румунії (4:0), Греції (11:0) і Італії (2:0). У фіналі суперником французів стала зіркова команда Чехословаччини. Значну частину матчу французи перемагали з рахунком 2:1, а Шеріге демонстрував дуже вдалу гру у воротах. Втім, наприкінці гри Чехословаччина вирвала перемогу з рахунком 3:2. П'єр у цьому матчі отримав важку травму плеча і перелом тазу, через що надовго вибув з гри і повернувся на поле лише в 1921 році.
Повернення Шеріге відбулось під час проведення фінального матчу Кубка Франції 1921 року. «Ред Стар» переміг з рахунком 2:1 паризький клуб «Олімпік», а П'єр став одним з кращих гравців матчу, незважаючи на тривалу відсутність ігрової практики. Вирішальною подією матчу став призначений в кінці матчу одинадцятиметровий на користь «Олімпіка», коли рукою на лінії воріт зіграв Люсьєн Гамблен. Але Жуль Девакез пробив слабко і Шеріге парирував його удар. На той момент «Ред Стар» фактично грав удев'ятьох, адже Жюст Бруз зламав щиколотку, а Франсуа Югу лише номінально лишався на полі з травмою ключиці.
В 1922 році «Ред Стар» знову виграв Кубок Франції, перегравши у фіналі «Ренн» з рахунком 2:0. У 1923 році клуб Шеріге втретє поспіль здобув національний кубок. У фінальному матчі «Ред Стар» переміг «Сет» з рахунком 4:2.
В 1923 році Шеріге, після тривалої перерви, повернувся в збірну Франції. Був основним воротарем збірної на Олімпійських іграх 1924 року, де французи поступились у чвертьфіналі майбутнім переможцям змагань збірній Уругваю (1:5).
Завершив кар'єру в клубі і збірній в 1925 році. За збірну Франції загалом зіграв 21 матч у 1911—1925 роках.
В 1930-х роках тренував алжирський клуб «Галія Спорт». Після Другої світової війни відкрив кафе в місті Авранш. В 1948—1956 роках був тренером місцевого однойменного клубу.

## Стиль гри
Шеріге пояснював у своїх спогадах свою концепцію ролі воротаря:
|  | «Я відразу зрозумів, що воротар має бути чимось більшим, ніж гравцем, що замкнений у своїй клітці. Тому я вирішив залишити лінію воріт і використовувати всі вісімнадцять метрів штрафного майданчику, щоб краще передбачати гру, зупиняти атаки противника та розпочинати контратаки». Оригінальний текст (фр.) J'ai compris tout de suite que le gardien devait être autre chose qu'un homme enfermé dans sa cage. J'ai donc décidé de quitter ma ligne de but et de me promener dans les dix-huit mètres, à la fois pour mieux anticiper le jeu, stopper l'attaque adverse et relancer les contre-offensives. |

П'єра називають першим французьким воротарем, що активно грав по всьому штрафному майданчику. Він сміливо стрибав у ноги суперників, через що отримував багато травм.

## Статистика виступів

### Статистика виступів за збірну
| Дата       | Місто              | Господарі  | Результат | Гості      | Турнір           | Голи | Примітки |
| ---------- | ------------------ | ---------- | --------- | ---------- | ---------------- | ---- | -------- |
| 29/10/1911 | Люксембург (місто) | Люксембург | 1 – 4     | Франція    | товариський матч | -1   |          |
| 28/01/1912 | Париж              | Франція    | 1 – 1     | Бельгія    | товариський матч | -1   |          |
| 18/02/1912 | Париж              | Франція    | 4 – 1     | Швейцарія  | товариський матч | -1   |          |
| 17/03/1912 | Турин              | Італія     | 3 – 4     | Франція    | товариський матч | -3   |          |
| 12/01/1913 | Париж              | Франція    | 1 – 0     | Італія     | товариський матч | -    |          |
| 16/02/1913 | Уккел              | Бельгія    | 3 – 0     | Франція    | товариський матч | -3   |          |
| 27/02/1913 | Коломб             | Франція    | 1 – 4     | Англія     | товариський матч | -4   |          |
| 20/04/1913 | Париж              | Франція    | 8 – 0     | Люксембург | товариський матч | -    |          |
| 25/01/1914 | Лілль              | Франція    | 4 – 3     | Бельгія    | товариський матч | -3   |          |
| 08/03/1914 | Париж              | Франція    | 2 – 2     | Швейцарія  | товариський матч | -2   |          |
| 31/05/1914 | Будапешт           | Угорщина   | 5 – 1     | Франція    | товариський матч | -5   |          |
| 28/01/1923 | Сан-Себастьян      | Іспанія    | 3 – 0     | Франція    | товариський матч | -3   |          |
| 25/02/1923 | Брюссель           | Бельгія    | 4 – 1     | Франція    | товариський матч | -4   |          |
| 22/04/1923 | Париж              | Франція    | 2 – 2     | Швейцарія  | товариський матч | -2   |          |
| 10/05/1923 | Париж              | Франція    | 1 – 4     | Англія     | товариський матч | -4   |          |
| 13/01/1924 | Монруж             | Франція    | 2 – 0     | Бельгія    | товариський матч | -    |          |
| 23/03/1924 | Женева             | Швейцарія  | 3 – 0     | Франція    | товариський матч | -3   |          |
| 17/05/1924 | Париж              | Франція    | 1 – 3     | Англія     | товариський матч | -3   |          |
| 27/05/1924 | Париж              | Франція    | 7 – 0     | Латвія     | ОІ 1924          | -    |          |
| 01/06/1924 | Коломб             | Франція    | 1 – 5     | Уругвай    | ОІ 1924          | -5   |          |
| 21/05/1925 | Париж              | Франція    | 2 – 3     | Англія     | товариський матч | -3   |          |
| Усього     |                    | Матчів     | 21        |            | Голів            | -41  |          |

## Досягнення
- Володар Кубка Франції: (3)

«Ред Стар»: 1920-21, 1921-22, 1922-23
- Фіналіст Міжсоюзницьких ігор: (1)

Франція (війс.): 1919
- Переможець чемпіонату Парижу: (2)

«Ред Стар»: 1922, 1924